# Spinnen (textiel)

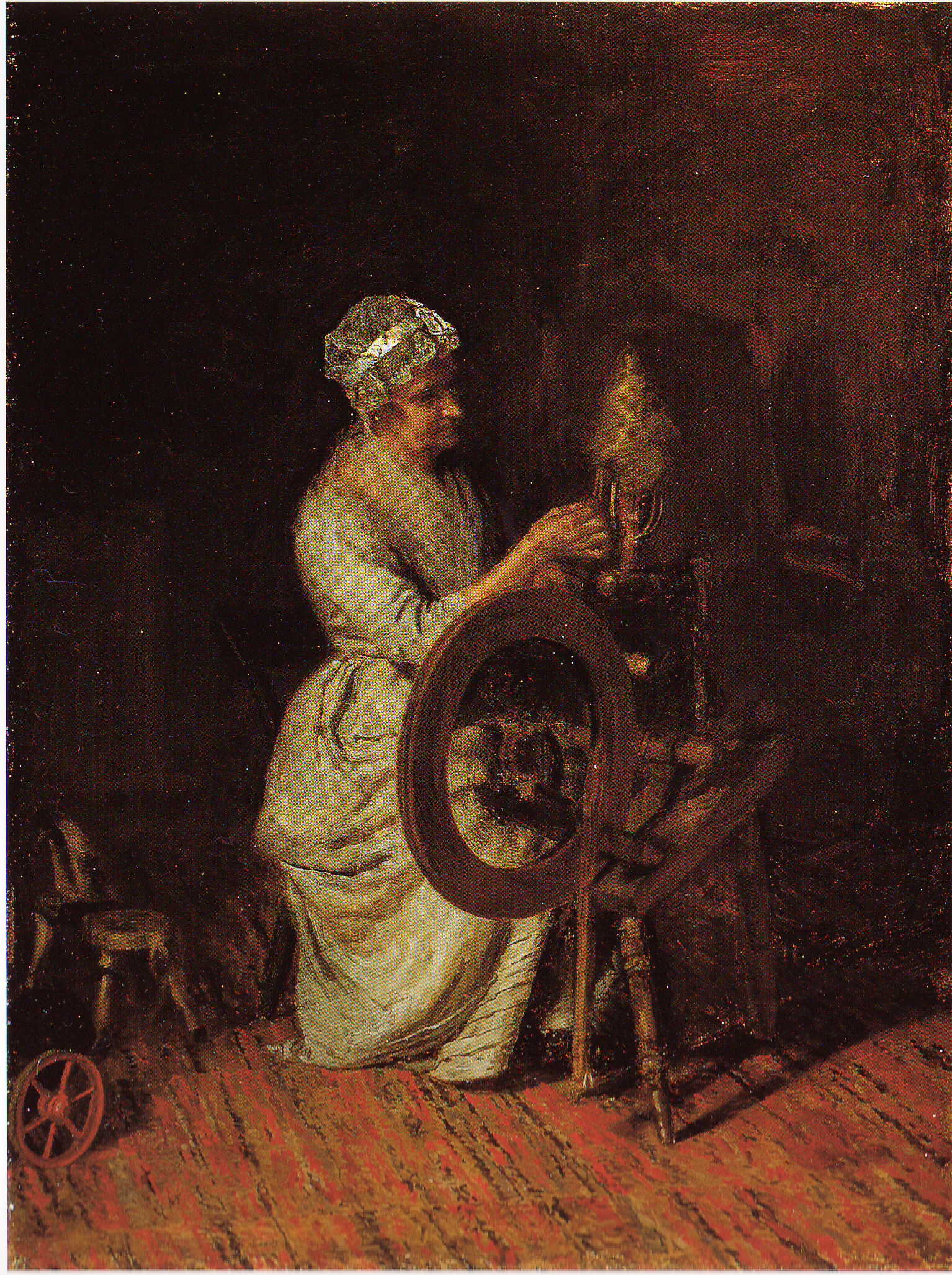
Spinnen met de hand op een spinnewiel

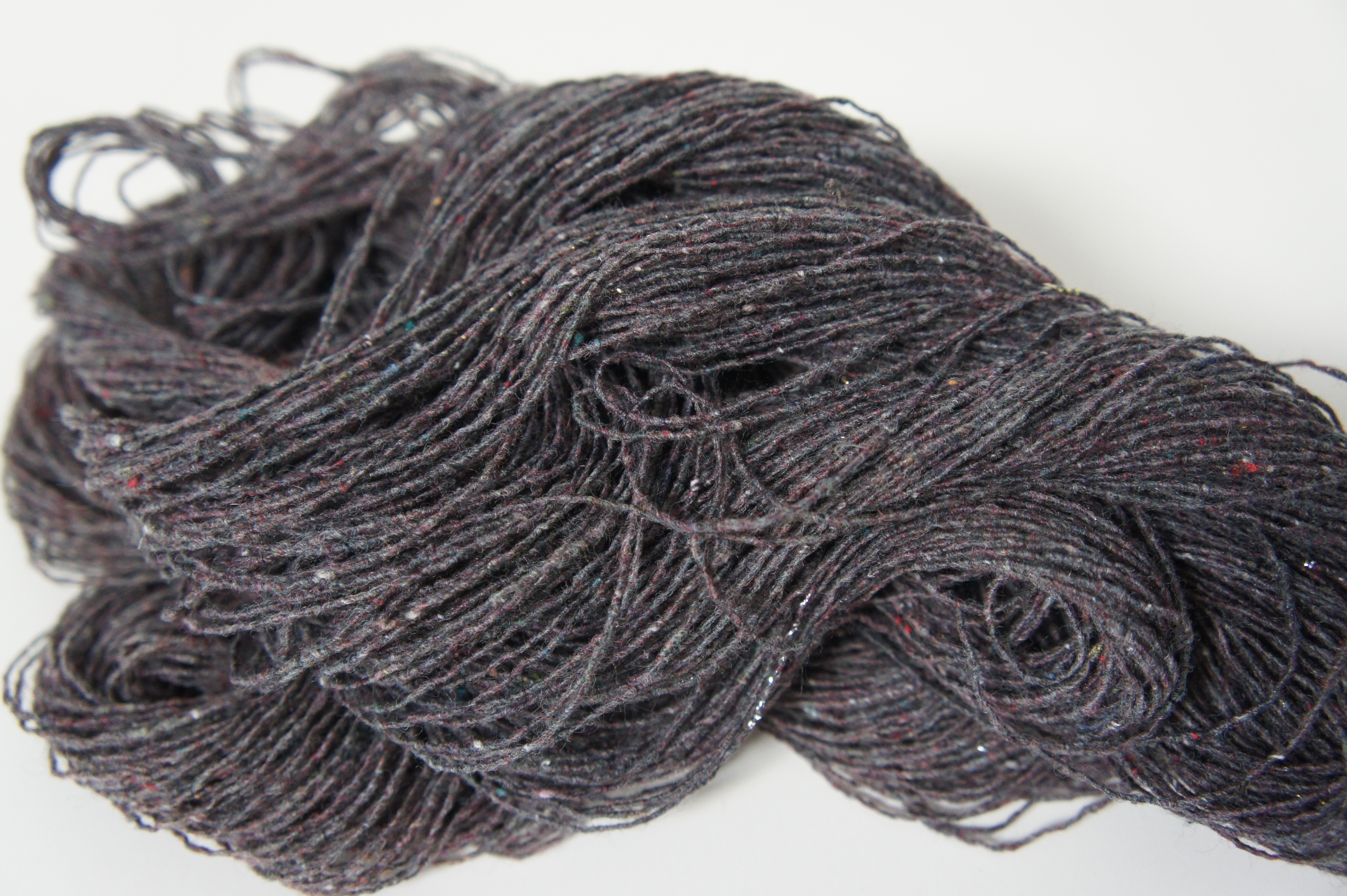
Herwonnen garen

Vezelgaren spinnen is het ineendraaien van losse vezels tot draad. Losse vezels van materialen als wol, vlas en katoen zijn niet geschikt om mee te weven, naaien, breien, haken of touw te slaan. Ze moeten daarom eerst tot bruikbare draden verwerkt worden. Het spinnen van een enkele draad maakt deze nog niet sterk genoeg om te gebruiken. Hiertoe moet deze verder bewerkt worden, bijvoorbeeld door te twijnen, dat is het om elkaar heen draaien van meerdere gesponnen draadjes, door een tegengestelde draaibeweging van de spintol of het spinnewiel. Pas dan is er een draad gemaakt die geschikt is voor verdere verwerking. Indien de enkele draad is gemaakt van een dierlijk materiaal dat gemakkelijk vervilt, kan men de enkele draad ook licht vilten. Deze is daarmee sterk genoeg voor verwerking, maar zal minder sterk zijn dan getwijnd garen.

## Kaarden

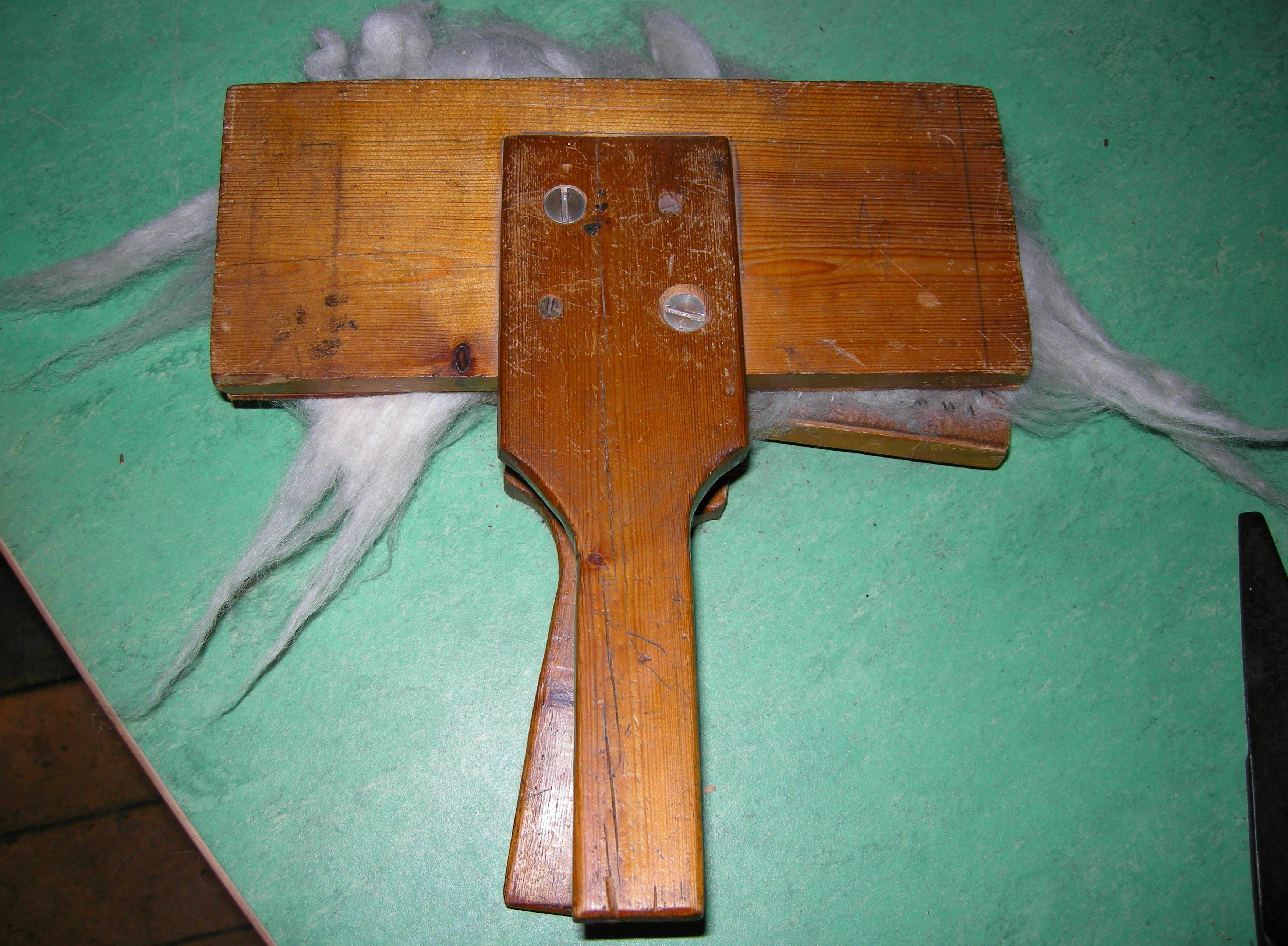
Kaardplankjes

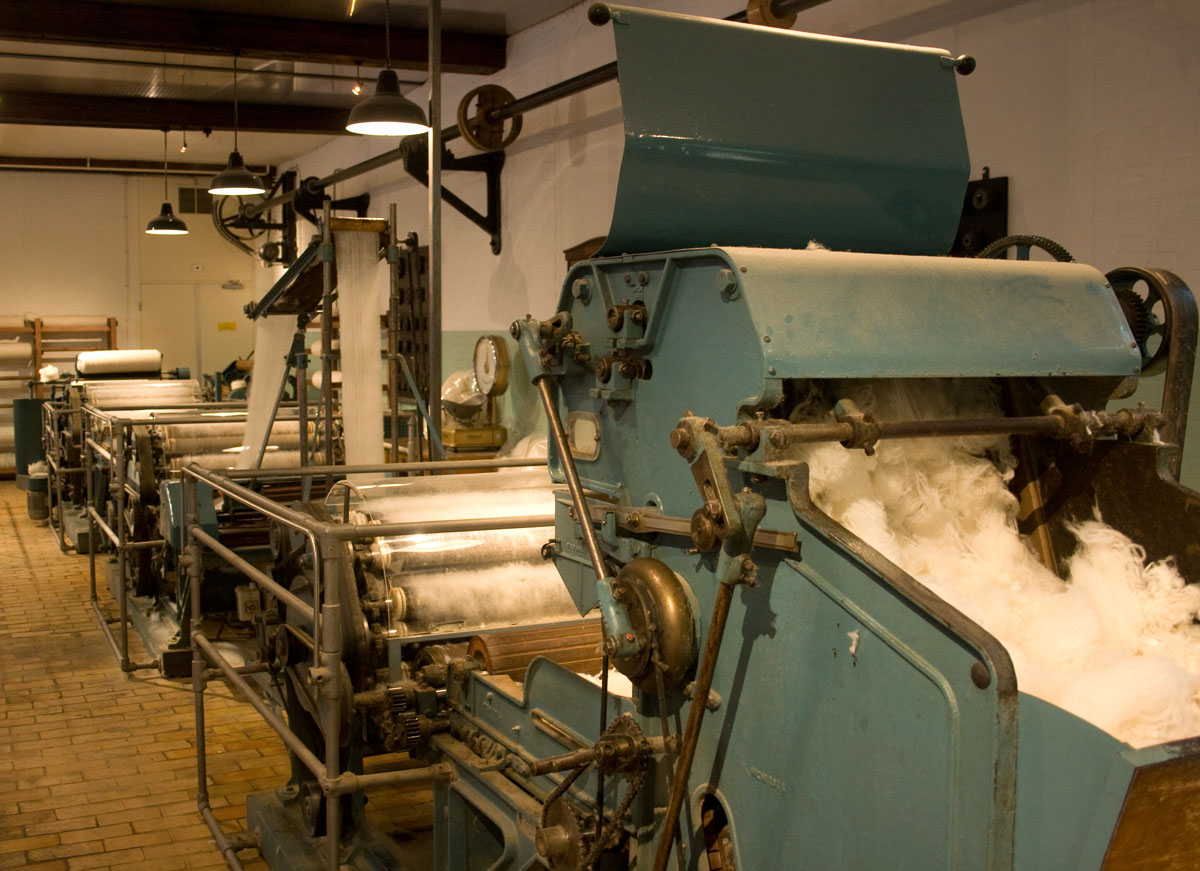
Kaardassortiment uit ca. 1958, voor het kaarden van wol en het maken van voorgaren. TextielMuseum Tilburg

Als eerste handeling moeten de losse vezels voorbereid worden. Het vuil moet eruit worden gehaald en de vezels moeten in één richting komen te liggen. De bewerking hiervoor wordt kaarden genoemd. Bij handspinnen kunnen hiervoor zowel kaardrollen als kaardplanken worden gebruikt. De kaardrol bestaat uit twee rollen die over de hele oppervlakte bezet zijn met korte haakjes (garnituur genaamd). De rollen zitten dicht tegen elkaar geplaatst in een houder. Tijdens het ronddraaien met een hendel wordt bijvoorbeeld de wol van een schaap tussen de rollen geduwd en ontstaan er vezels die alle in dezelfde richting komen te liggen.
Hetzelfde effect wordt bereikt met de kaardplanken of borstels. De planken hebben een licht gebogen vorm en zijn aan een zijde ook bezet met garnituur, over de hele oppervlakte. Het kaarden met borstels gebeurt als volgt: in beide handen wordt een borstel genomen, het stukje wol wordt op een van de borstels gelegd en door nu met de andere borstel een korte trekkende beweging te maken, worden de vezels dezelfde kant op getrokken. In de industrie is het principe hetzelfde: met naalden bezette kaardwalsen krassen de vezels in de goede richting.
In tegenstelling tot wat vaak wordt beweerd, is voor het kaarden van wol dan wel vlas nooit de kaardebol gebruikt. Kaardebollen worden wel gebruikt bij het ruwen van textiel, bijvoorbeeld van wollen dekens.

## Spinproces

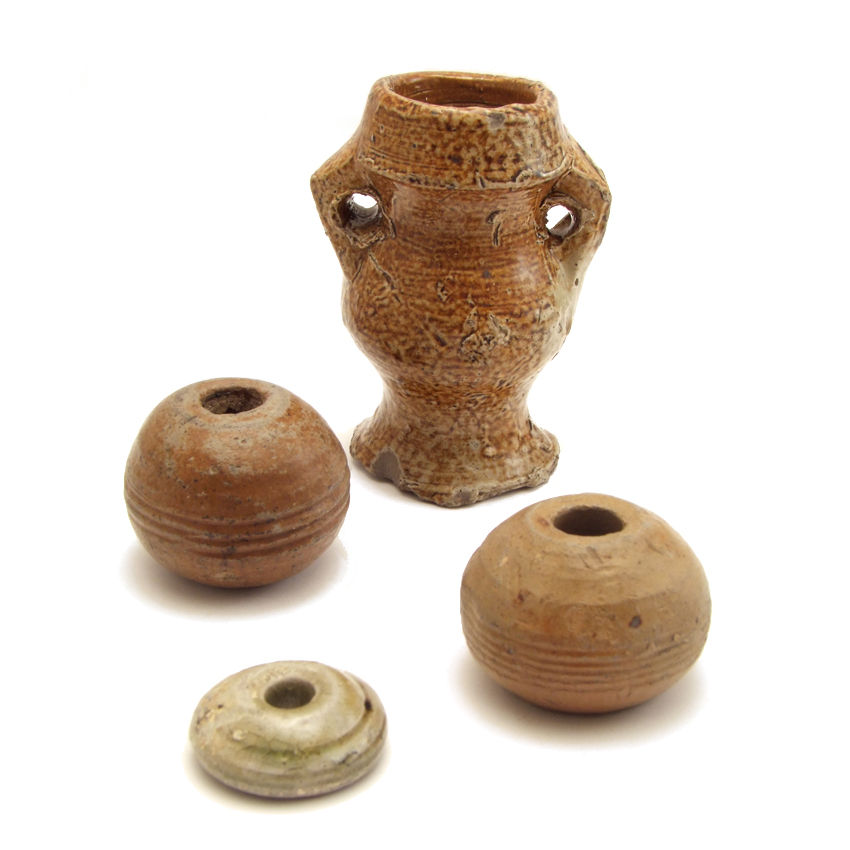
Middeleeuws spinkruikje met 3 middeleeuwse spinstenen

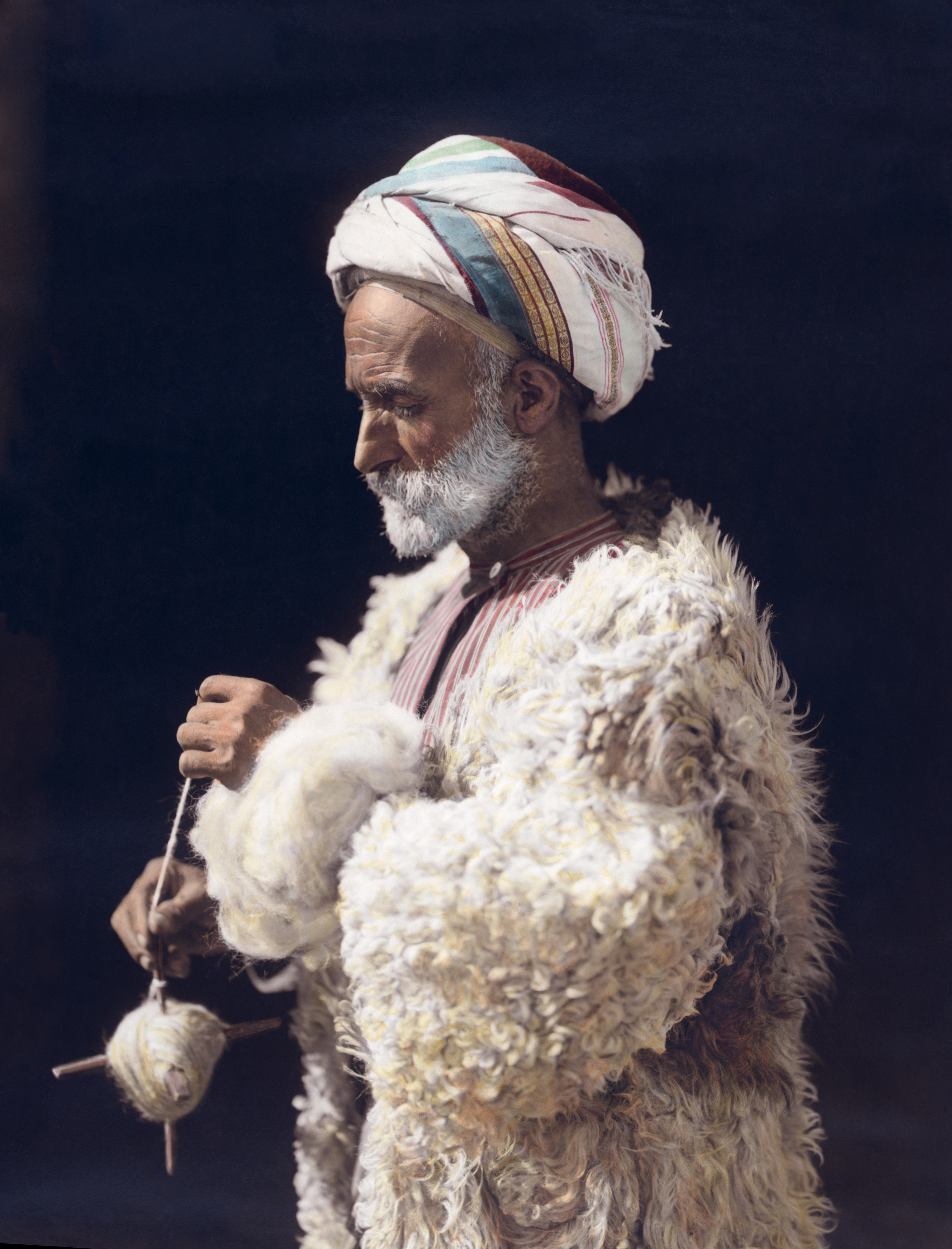
Een man van Ramallah spinnend volgens de traditie

Het spinnen is erop gebaseerd dat door het in elkaar draaien van de losse vezels er een langere en sterkere draad kan ontstaan. Dit kan gebeuren met verschillende hulpmiddelen. De allereenvoudigste manier is met de vingers, maar daarmee ontstaat een onregelmatige draad. Bovendien gaat het spinnen dan erg langzaam. Hoewel spinnen tegenwoordig veelal mechanisch gebeurt in een spinnerij, is het proces niet wezenlijk anders dan het spinnen met de hand.

### Spinnen met een gewicht van steen
De eenvoudigste manier van spinnen is met een steen. Dit proces werd waarschijnlijk al in de prehistorie gebruikt, waarbij eenvoudig een steen aan een draad werd gehangen. Door deze een zwiep te geven, bleef de steen draaien. Aan het losse uiteinde werd langzamerhand meer vezelmateriaal toegevoegd.

### Spintol
Een andere eenvoudige manier om te spinnen is met behulp van een spintol. De spintol bestaat meestal uit een rond stokje waaraan een plat rond schijfje is bevestigd. Aan dit schijfje wordt een draad bevestigd, waarbij de tol met het schijfje naar beneden hangt. In de ene hand wordt de draad met de te spinnen vezels over de hand vastgehouden, de andere hand pakt steeds kleine plukjes van de vezels en voegt ze toe aan de bestaande draad. Door de draaiende beweging van de tol wordt de draad gevormd.
Er zijn ook spintollen die geen toegevoegde schijf of gewicht hebben, bijvoorbeeld een Tibetaanse tol of een Orenburg ondersteunde tol.

### Spinnewiel

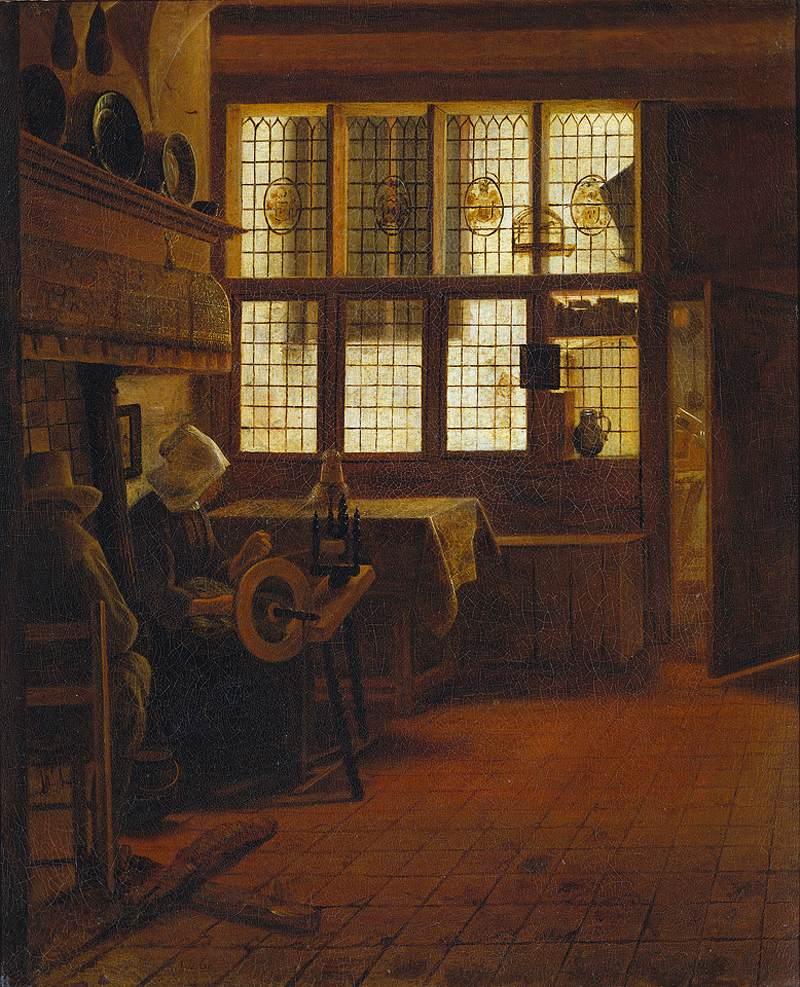
Esaias Boursse. Interieur met vrouw aan spinnewiel (1661).

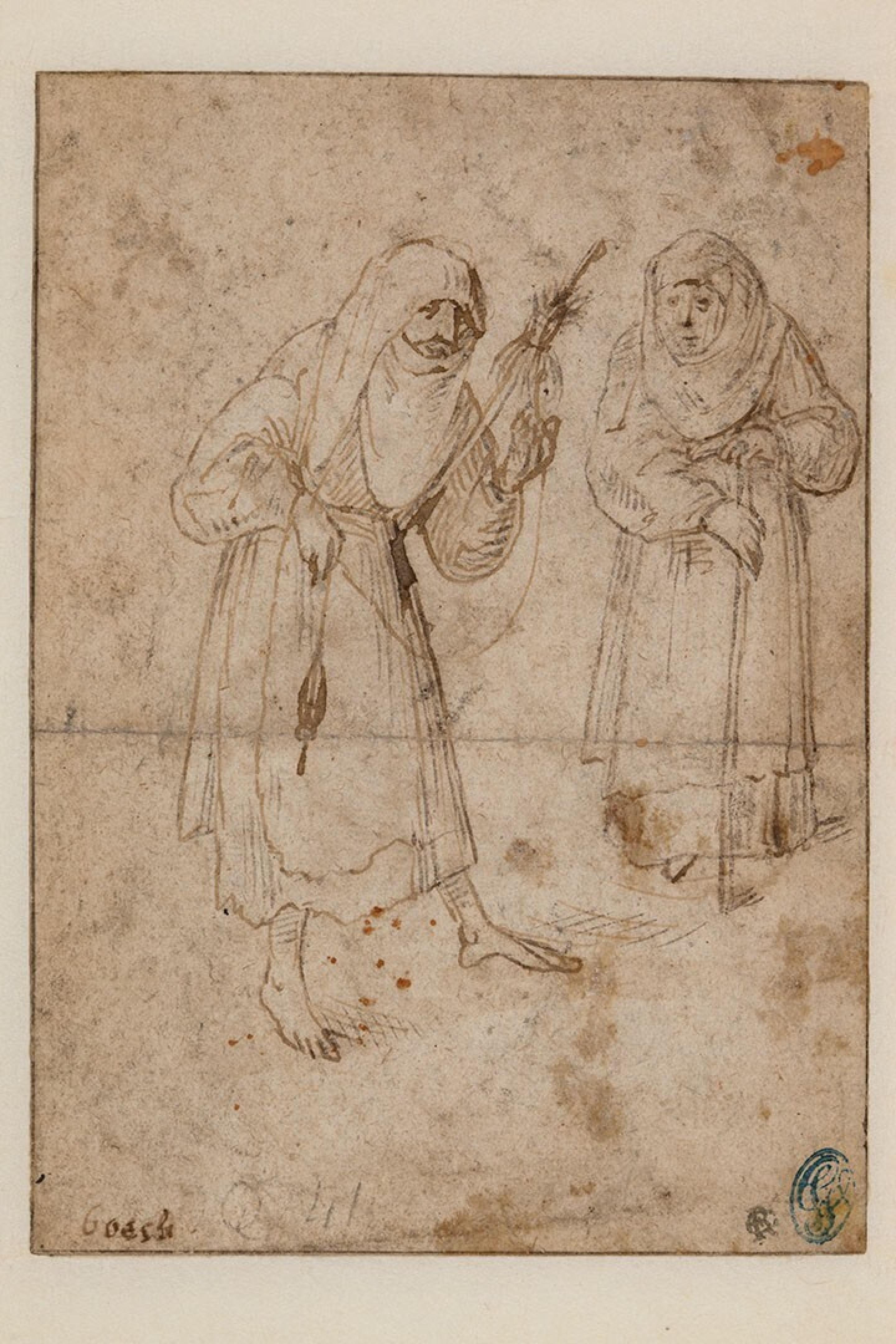
Jheronimus Bosch. Spinster en oude vrouw. Tekening. Ca. 1470-1516.

Een hele vooruitgang ten opzichte van de spintol was de introductie van het spinnewiel. Hoewel er verschillende typen spinnewielen zijn, is de werking ervan steeds hetzelfde. Spinnewielen kunnen we onderscheiden naar de plaats van het aandrijfwiel. Bij de oudere typen zit het wiel naast het spingedeelte. Bij de modernere typen is het aandrijfwiel geplaatst onder het spingedeelte. Dit nieuwe type wordt ook wel een schippertje genoemd, omdat het vaak werd gebruikt op schepen, waar het minder ruimte innam. Dit laat tegelijk zien dat mannen ook sponnen, als er weinig te doen was op het schip bijvoorbeeld. De oudere typen spinnewielen stonden op drie poten waarop een constructie was gemaakt. Bij de nieuwere typen zijn deze poten vervangen door balkjes waarop het geheel rust.
Verder heeft een spinnewiel een trapplank die bevestigd is aan het aandrijfwiel. Via een overbrenging wordt het wiel door middel van een snaar aangedreven. Dit wiel zit verbonden met een klos, waarop een U-vormig gedeelte zit. Op dit U-vormige gedeelte, dat de vlucht wordt genoemd, zitten haakjes via welke de draad op de klos wordt gewikkeld. De vlucht op zijn beurt zit weer op een spil die uit de klos kan worden genomen om de volle klos door een lege te vervangen. Om verschil in snelheid te krijgen tussen klos en vlucht zit er over de vlucht een rem. De rem kan eenvoudig uit een stukje leer bestaan.

## Verven
Om kleur te geven kan men de garens verven. Verven kan ook in het weefsel plaatsvinden. Meestal worden hiervoor fabrieksmatig gemaakte kleurstoffen gebruikt, maar het is ook mogelijk om natuurlijke verven te gebruiken. Deze kunnen zelf gemaakt worden van planten. De resultaten kunnen erg verrassend zijn. Nadeel is de geringere kleurechtheid, hetgeen vooral bij oudere wandtapijten duidelijk zichtbaar kan zijn.

## Beitsen
Om te kunnen verven moet bijvoorbeeld een wollen draad eerst worden gebeitst, omdat anders de verf zich niet aan de draad zal hechten. Dit beitsen gebeurt door bepaalde chemicaliën, afhankelijk van het type verf.

## Vrouwen
In West-Europa was spinnen, van de middeleeuwen tot de industrialisatie, een van de beroepen waarmee vrouwen een zelfstandig inkomen konden verwerven. In het Engels is spinster nog altijd een aanduiding voor een ongehuwde vrouw. De Industriële revolutie heeft in belangrijke mate bijgedragen aan de afhankelijke positie van vrouwen.

## In verhalen, gedichten en muziek
Spinnen komt meermalen voor in verhalen, gedichten en muziek.

### Mythologieen sprookjes
- Arachne uit de Griekse mythologie
- De drie spinsters
- Doornroosje
- Frigg uit de Noordse mythologie
- Kikimora
- Klotho (de spinster), een van de drie schikgodinnen uit de Griekse mythologie
- Repelsteeltje
- Völva

### Poëzie
- Gretchen am Spinnrade van Johann Wolfgang von Goethe uit zijn Faust

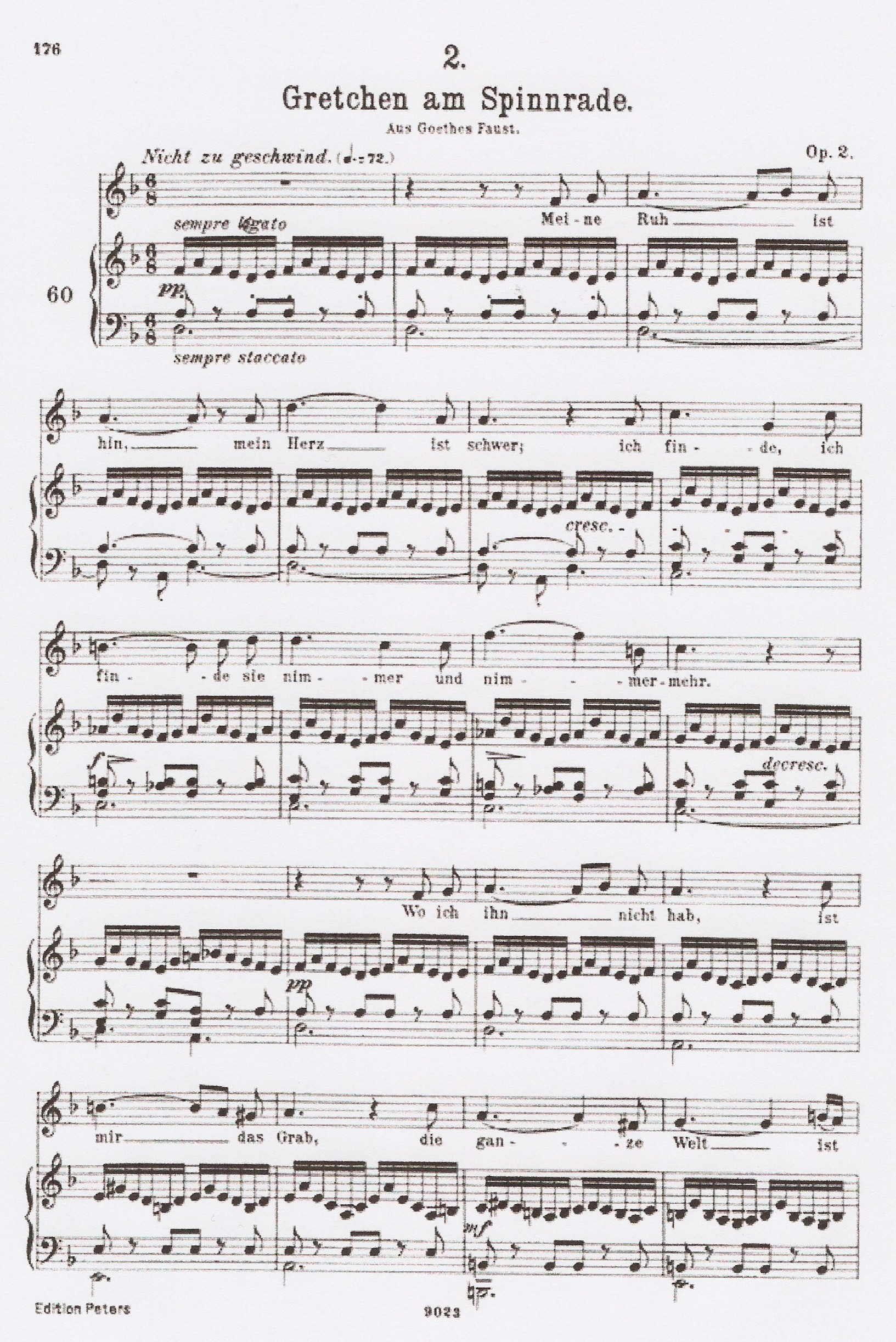
Franz Schubert: Lied Gretchen am Spinnrade, 1814, 1821 (Opus 2, Deutsch 118), oorspronkelijk voor sopraan en pianoforte

### Muziek
- Gretchen am Spinnrade, lied met pianobegeleiding van Franz Schubert op tekst van Goethe, waarin het herhaalde ritme van de voetbeweging aan het pedaal van het spinnewiel (piano linkerhand) en het spinnewiel zelf (piano rechterhand) als uiting van Gretchens wanhoop verklankt wordt.
- Knurre, schnurre, knurre uit Die Jahreszeiten van Joseph Haydn